# Герритсен, Ян
Йоханнес Францискюс (Ян) Герритсен (нидерл. Johannes Franciscus "Jan" Gerritsen; 10 сентября 1916, Амстердам — 22 апреля 1992, там же) — нидерландский футболист, игравший на позициях полусреднего и центрального нападающего, выступал за амстердамские команды «Аякс» и ДВС.

## Спортивная карьера
В июле 1934 года Ян перешёл в футбольный клуб «Аякс», ранее он был игроком клуба САВМ, который выступал в чемпионате Амстердамского футбольного союза. На тот момент он проживал в западной части Амстердама по адресу Эрсте Остерпаркстрат 123. В мае 1936 года в возрасте 19 лет дебютировал за основной состав Аякса». В чемпионате Нидерландов впервые сыграл 10 мая в матче против «Би Квика», который проходил в рамках чемпионского турнира. Герритсен сыграл на позиции правого полусреднего нападающего, а встреча на домашнем стадионе «Де Мер» завершилась победой его команды со счётом 3:1. До конца турнира чемпионов он принял участие ещё в четырёх матчах и забил гол в гостевой игре с «Фейеноордом», установив окончательный итог встречи 3:6 в пользу своей команды. По итогам чемпионского турнира «Аякс» занял второе место, уступив титул чемпиона страны «Фейеноорду».
В сезоне 1936/37 являлся игроком основного состава «Аякса», играл на позициях правого и левого полусреднего нападающего. В августе 1936 года впервые был вызван в сборную Амстердама, которая в основном состояла из игроков «Аякса» и «Блау-Вита». 8 августа на стадионе «Кромме Зандвег» амстердамцы уступили сборной Роттердама со счётом 2:0 — Герритсен отыграл матч на правом фланге атаки вместе с одноклубником Яном Стамом. Свой первый гол в сезоне забил 18 октября на выезде в Эймёйдене, поразив ворота «Стормвогелса». 13 декабря поучаствовал в разгроме клуба ДХК из Делфта, забив второй гол в игре. Матч закончился убедительной победой «Аякса» со счетом 2:9. 29 марта 1937 года отметился голом в финале совместного пасхального турнира «Аякса» и «Блау-Вита», который завершился победой «Блау-Вита» в серии послематчевых пенальти. 18 апреля стал автором дубля в победном для амстердамцев матче с ПСВ (5:2) — он вышел на замену при счёте 2:1, заменив Геррита Гислера. Всего за сезон забил четыре гола в 22 матчах чемпионата, став по итогам сезона чемпионом страны в составе «Аякса».
В первых пяти встречах чемпионата сезона 1937/38 отметился двумя голами, а после пятого тура его место в составе занял 19-летний Карел тер Хорст. В январе 1938 года он принял участие в товарищеском матче с венгерским клубом «Будафок», появившись на замену вместо Ринуса Бейла и забив один мяч, а 10 апреля отыграл полный матч во втором раунде Кубка Нидерландов против ЗФК. В сезоне 1937/38 на счёту Герритсена было два гола в шести встречах первенства Нидерландов.
В своём четвёртом сезоне в «Аяксе» лишь дважды появлялся на поле в играх чемпионата. В сентябре 1939 года сыграл в Амерсфорте за военную сборную, которая в основном состояла из мобилизованных футболистов из Амстердама, включая его одноклубника Тьерда Аукемы. Встреча завершилась победой военных со счётом 4:1 — Герритсен стал автором первого забитого гола. В экстренном чемпионате, который начался во время Второй мировой войны, Ян сыграл лишь в одном матче 24 марта 1940 года и отметился голом во встрече с КФК.
В последний раз в составе «Аякса» он выходил на поле 12 октября 1941 года в матче с «Фейеноордом», который завершился победой «красно-белых» со счётом 2:1. Позже выступал за амстердамский клуб ДВС.

## Личная жизнь
Ян родился в сентябре 1916 года в Амстердаме. Отец — Алберт Герритсен, мать — Мария Катарина ван Стрепен. Оба родителя были родом из Амстердама, они поженились в декабре 1914 года — на момент женитьбы отец был каменщиком. В их семье воспитывалось ещё трое детей: дочь Хиллегонда Йоханна Гертрёйда, сыновья Якоб и Алберт.
Женился в возрасте двадцати шести лет — его супругой стала 20-летняя Лёнтье Сюзанна ван Йолен, уроженка Амстердама. Их брак был зарегистрирован 24 июня 1943 года в Амстердаме. В браке родилось четверо детей: трое сыновей и дочь.
Умер 22 апреля 1992 года в Амстердаме в возрасте 75 лет.

## Статистика по сезонам
| Клуб | Сезон   | Чемпионат Нидерландов | Чемпионат Нидерландов | Кубок Нидерландов | Кубок Нидерландов | Итого | Итого |
| Клуб | Сезон   | Игры                  | Голы                  | Игры              | Голы              | Игры  | Голы  |
| ---- | ------- | --------------------- | --------------------- | ----------------- | ----------------- | ----- | ----- |
| Аякс | 1935/36 | 5                     | 1                     | 0                 | 0                 | 5     | 1     |
| Аякс | 1936/37 | 22                    | 4                     |                   |                   | 22    | 4     |
| Аякс | 1937/38 | 6                     | 2                     | 1                 | 0                 | 7     | 2     |
| Аякс | 1938/39 | 2                     | 0                     |                   |                   | 2     | 0     |
| Аякс | 1939/40 | 1                     | 1                     |                   |                   | 1     | 1     |
| Аякс | 1940/41 | 1                     | 0                     |                   |                   | 1     | 0     |
| Аякс | 1941/42 | 1                     | 0                     |                   |                   | 1     | 0     |
| Аякс | Итого   | 38                    | 8                     | 1                 | 0                 | 39    | 8     |

## Достижения
«Аякс»
- Чемпион Нидерландов: 1936/37